# 谷中安規

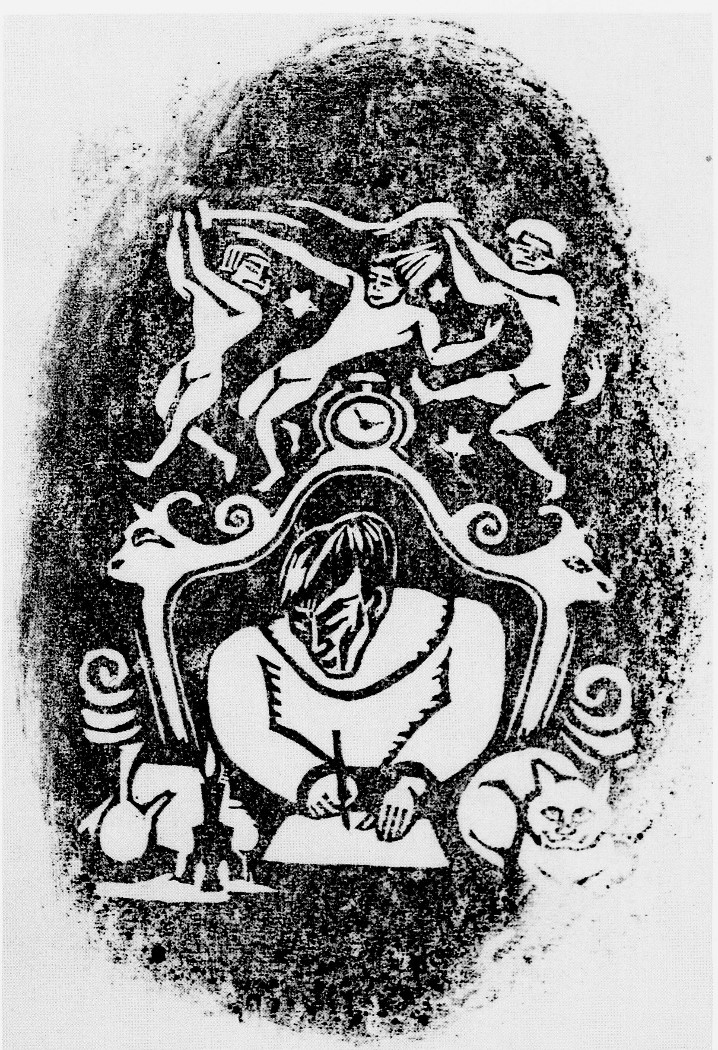
自画像

谷中 安規（たになか やすのり、1897年(明治30年)1月18日 - 1946年(昭和21年)9月9日）は、昭和時代前期の日本の版画家・挿絵画家。通称〈アンキ〉とも言われる。

## 生涯
奈良県桜井市初瀬の生まれ。6歳で母と死別、1904年(明治37年)父と朝鮮の京城に渡る。単身帰国し、東京の豊山中学に通うが学資が続かず中退、以後放浪生活を続ける。1922年(大正11年)日本美術学院出版の永瀬義郎著『版画を作る人へ 』から影響を受け、その書籍をもとに独学で木版画製作を始める｡その後、1924年(大正13年)第一書房に勤め､社主の長谷川巳之吉に画才を認めらるその頃長谷川から日夏耿之介、堀口大學、佐藤春夫、与謝野晶子らを紹介される。1926年(大正15年または昭和元年)日夏耿之介の紹介で永瀬義郎指導下に木版画家を目指す。1931年(昭和6年)に日本版画協会の結成に参加する。1936年(昭和11年)、挿絵倶楽部（後の日本挿絵画家協会）が結成されるとその会員にか推薦される。版画誌「白と黒」「版芸術」同人となり、内田百閒・佐藤春夫らの作品の挿絵や装丁も手掛け、若い時から転居を繰り返していたが空襲が激しくなる頃から消息を絶ち、滝野川区中里の焼け跡で罹災生活を送っていたところに百閒が自分の安否を気遣っていることを新聞で知り、百閒宅を訪問したのが1946年(昭和21年)2月のことである。その7ヶ月後、誰にも看取られることなくバラックにて栄養失調で餓死した。享年49。
2014年(平成26年)10月4日町田市立国際版画美術館「鬼才の画人 谷中安規展　―1930年代の夢と現実」､2015年(平成27年)11月21日兵庫県立美術館「奇想の版画家谷中安規展」など、各地で展覧会が開催されている。

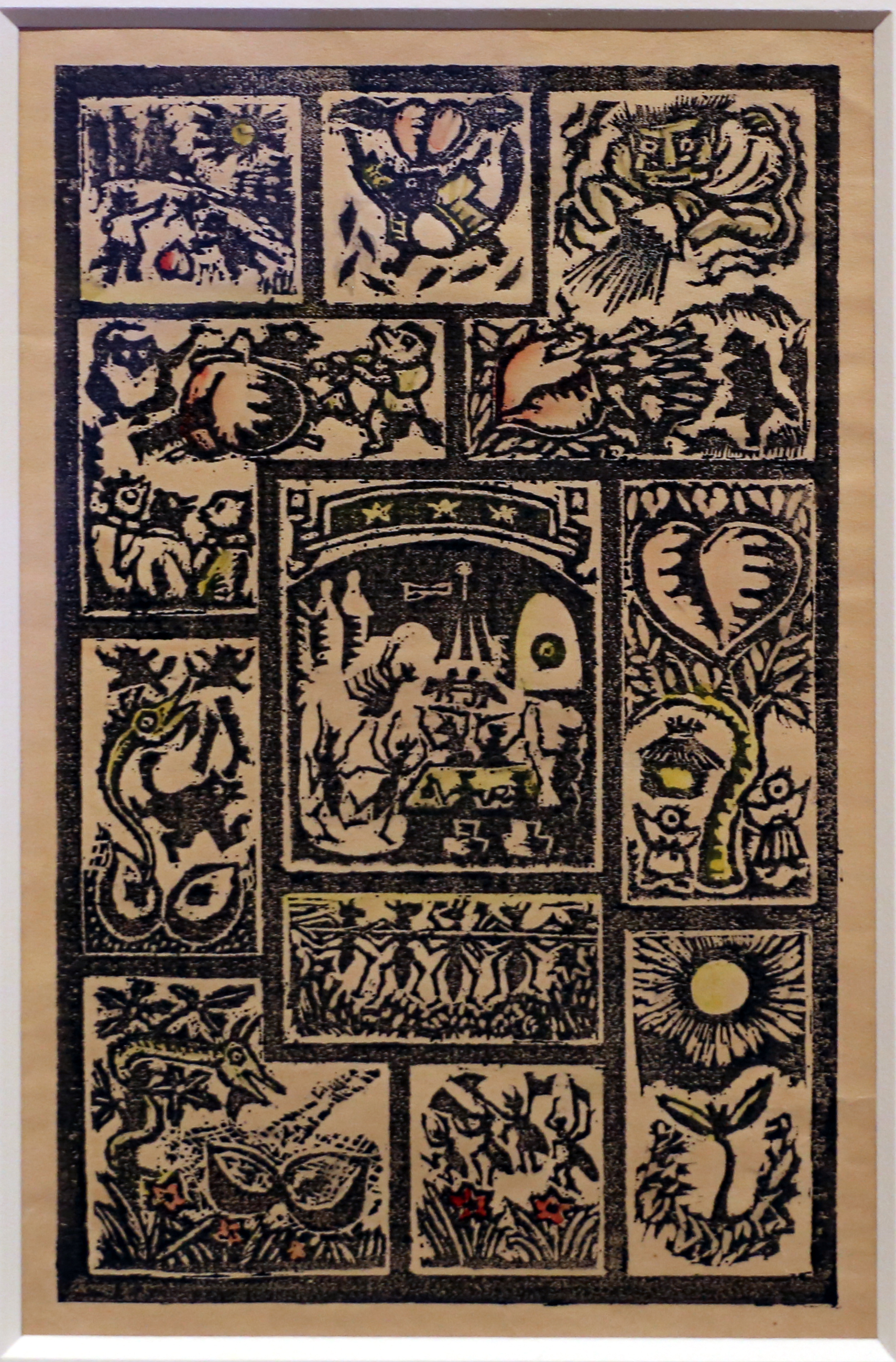
内田百閒著 谷中安規画『王様の背中 狸の勘違ひ』1934年(昭和9年)

## 作風
1929年（昭和4年）頃、谷中が東京漫画新聞社を訪れて『月刊マンガ・マン』の編集助手をしていた画家の吉田貫三郎に「シャムあたりにある寺の壁の彫刻のような人物の頭の中から手足が出ていたり、胴のあたりから頭が出ていたりしている」奇怪な絵を見せたので、吉田はアメリカのナンセンス漫画が流行していた時勢に合わないと考え、独断で谷中の採用を見送ったという。
挿絵画家としては幻想的で、南洋を思わせるエキゾティックなモチーフや都会の情景を影絵のようにとらえた作品が特色。少年時代過ごした朝鮮の民画や仏教系の豊山中学時代の影響があるという｡
踊りの名手で､失恋した後毎晩お寺の本堂で踊り狂った等数々のエピソードが残っている｡作品にも踊りを題材としたものがある｡

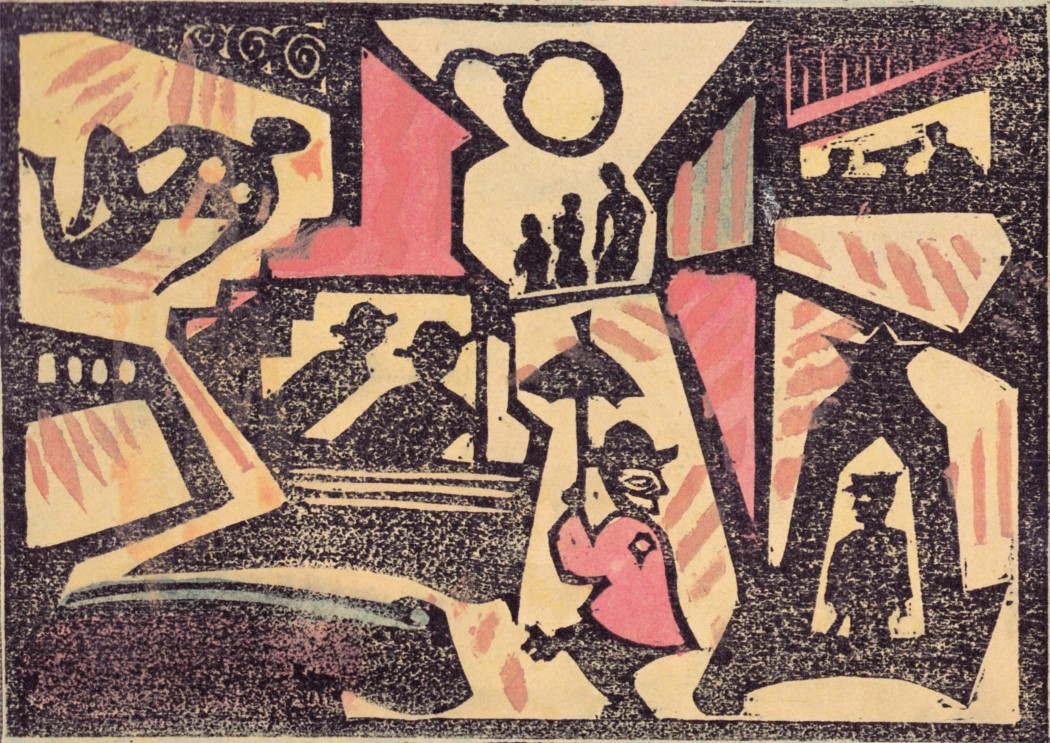
「春の夜」1933年
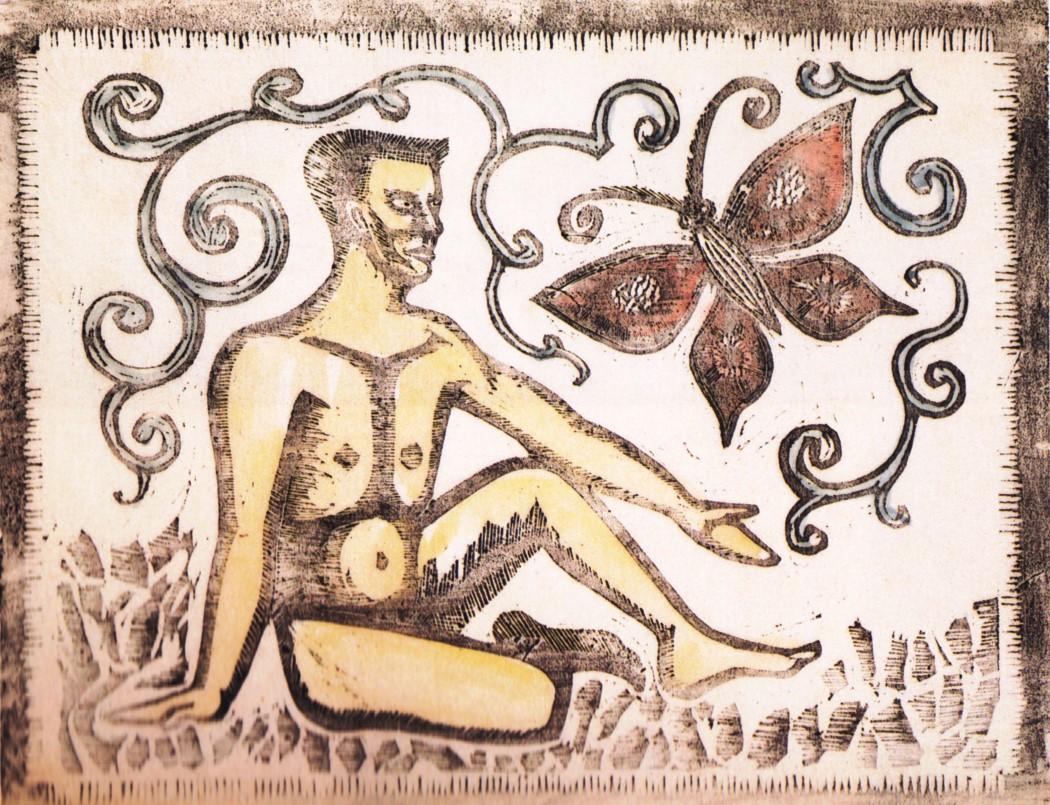
「青春の蝶」1933年
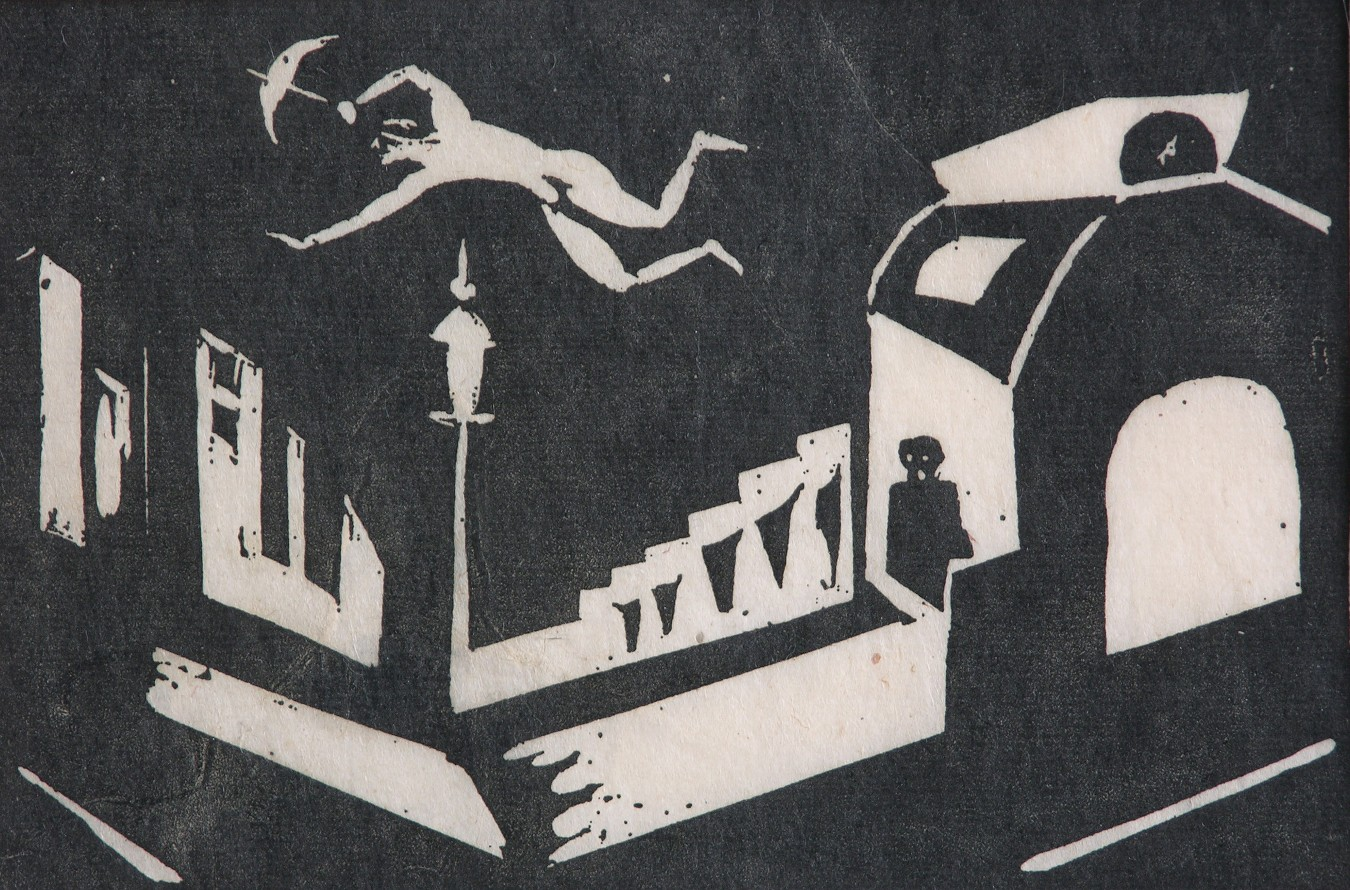
「影絵芝居」1932年
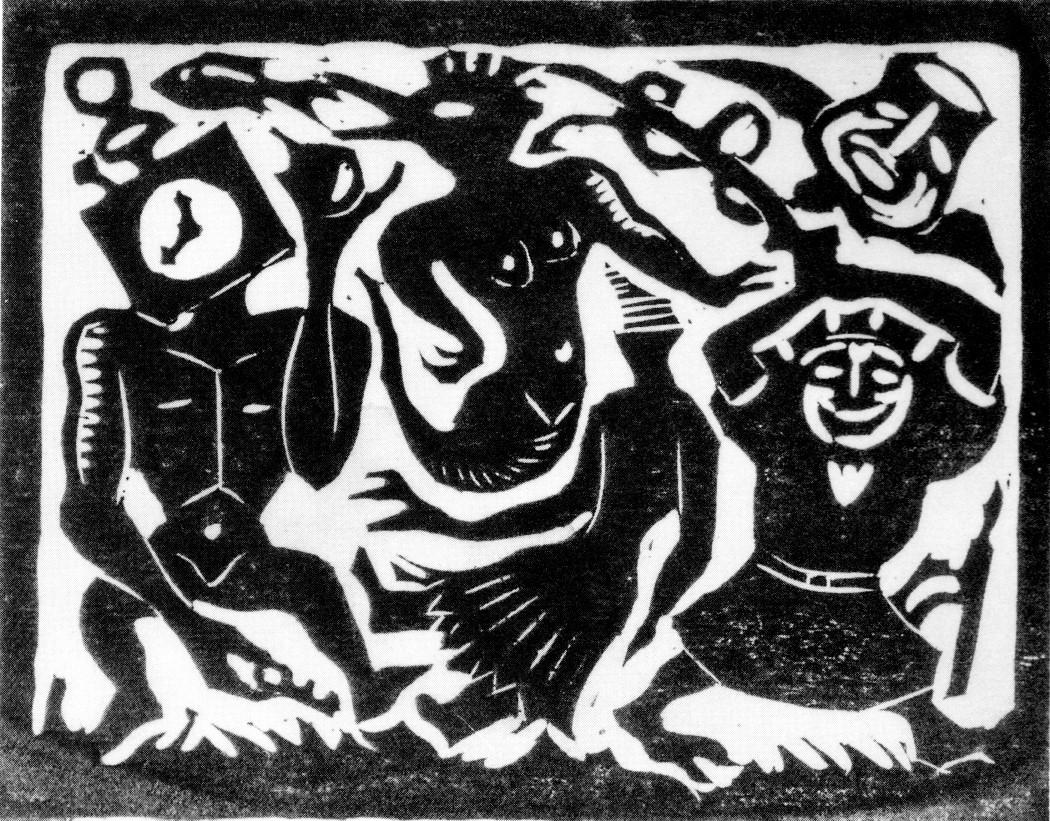
挿絵　1932年
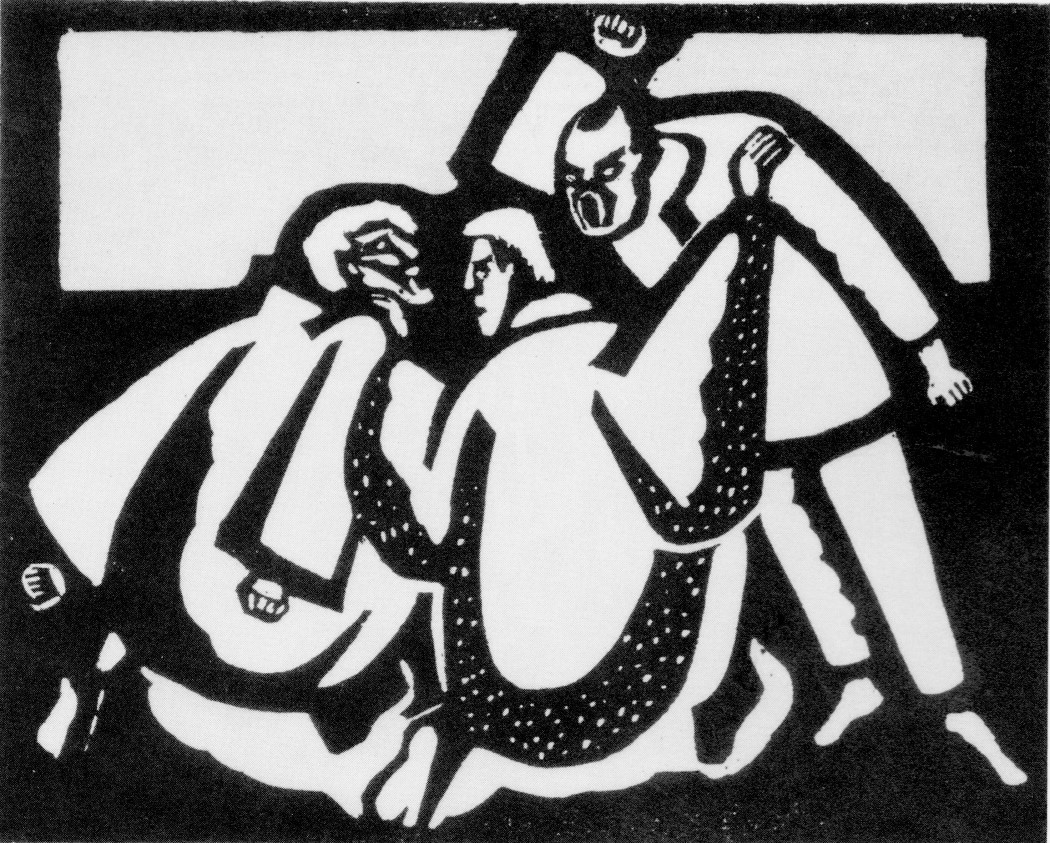
「夜」1933年
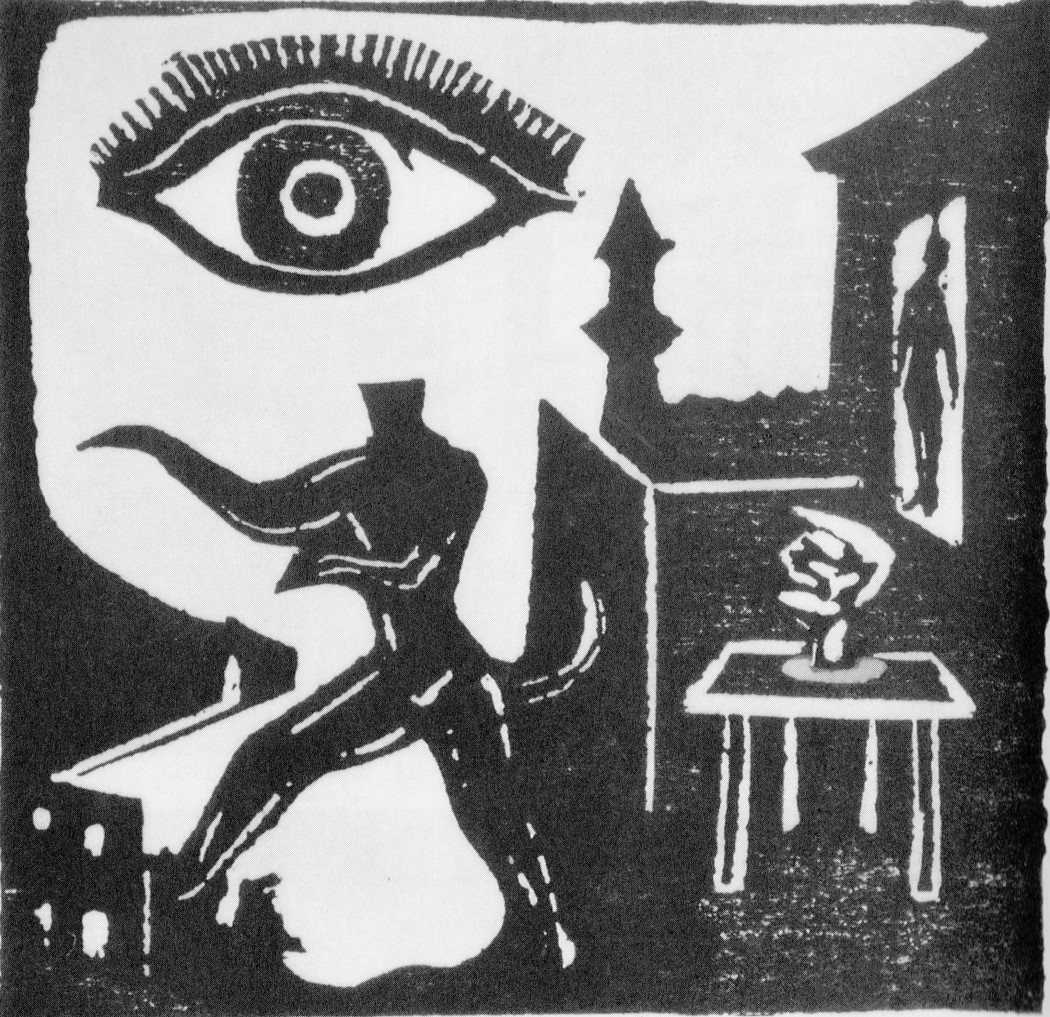
「夜」1933年